# 麻坡净业寺
麻坡净业寺是马来西亚柔佛州最大的佛寺，建于1945年6月23日。占地约一英亩，麻坡河南岸的惹兰苏来曼。
前身为一座浮脚木屋，作为福建莆田龟山福清古寺之下院，命名为净业寺。

## 外部連結
- 麻坡净业寺網頁